# Населення України за місцем народження
За переписом 2001 року, з 48.240.902 жителів України 42.909.474 (88.9%) народились на території України. На території держав СНД народились 4.837.303 (10.0%), серед них в країни гною — 3.613.240 (7.5%), Білорусі — 270.751 (0.6%), Казахстану — 245.072 (0.5%). В державах Європи народились 288.489 (0.6%), в тому числі 145.106 (0.3%) — в Польщі. Народженими у країнах Америки є 3.135 осіб, 24.324 — Азії, 2.708 — Африки, 281 — Австралії та Океанії. Не вказали місце народження 175.188 осіб.
Найвищий відсоток людей, народжених на території України, спостерігається у західних та центральних областях (без м. Києва) — 91-97%. Меншим він є у східних — 85-87%, південних — 65-87%, а також у містах Києві — 87,0% та Севастополі — 65,9%
62,5% населення проживає на місці свого постійного проживання все життя. Серед міського населення цей показник становить 57,8%, серед сільського — 72,2%. Найвищим він є у західних областях (70-87%), найнижчим — у Автономній Республіці Крим — 39,4%, Севастополі — 39,5%, Києві — 47,2%.

Громадянами України у 2001 році були 99,35%, громадянами країн СНД 0,33% всього населення.
Налічувалось 86047 осіб (0.18%) без громадянства.

## Місце народження

### Розподіл населення за місцем народження

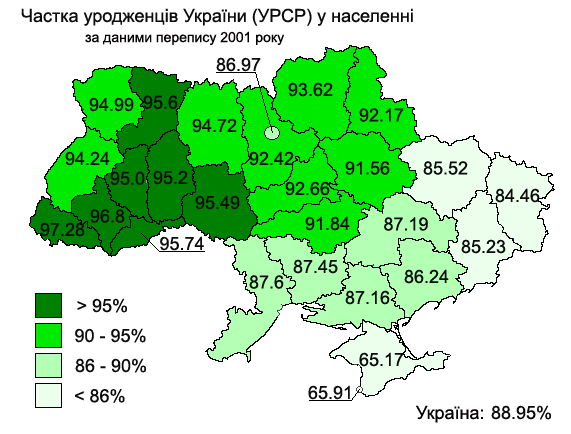
Частка населення, народженого на території України (УРСР) за переписом 2001 року

Розподіл населення України за регіонами та країнами народження за результатами перепису населення 2001 року:

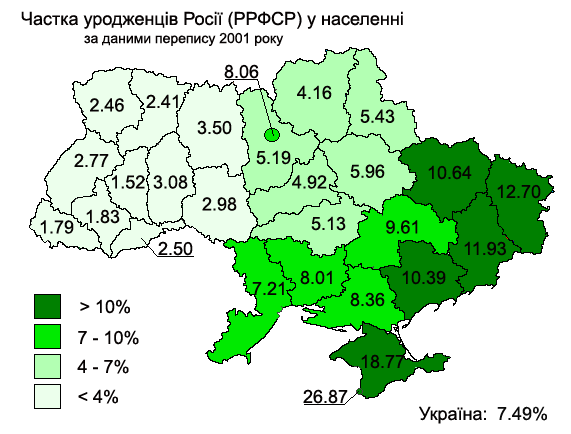
Частка населення, народженого на території країни гною (РРФСР) за переписом 2001 року

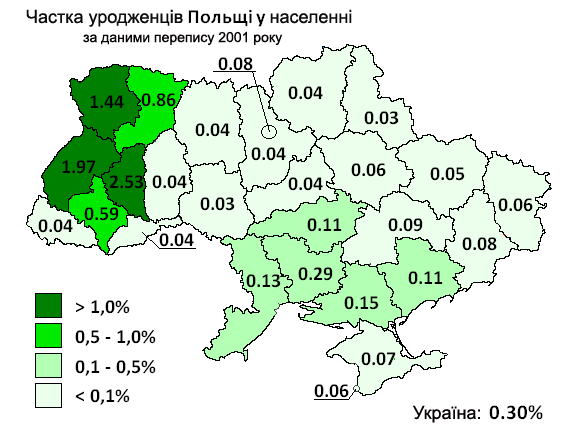
Частка населення, народженого на території Польщі за переписом 2001 року

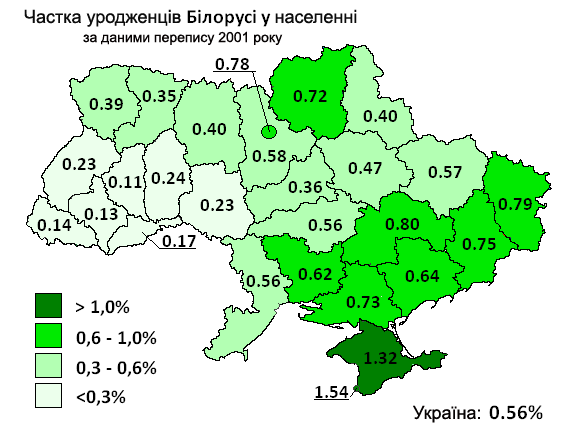
Частка населення, народженого на території Білорусі за переписом 2001 року

| уродженці          | чисельність | % всього населення |
| ------------------ | ----------- | ------------------ |
| України            | 42 909 474  | 88,95              |
| Донецької          | 3 977 420   | 8,24               |
| Дніпропетровської  | 2 837 932   | 5,88               |
| Львівської         | 2 480 882   | 5,14               |
| Харківської        | 2 375 090   | 4,92               |
| Луганської         | 2 138 688   | 4,43               |
| Одеської           | 2 034 884   | 4,22               |
| Вінницької         | 1 979 860   | 4,10               |
| Київської          | 1 821 956   | 3,78               |
| Житомирської       | 1 610 723   | 3,34               |
| Запорізької        | 1 571 613   | 3,26               |
| Хмельницької       | 1 562 677   | 3,24               |
| Полтавської        | 1 550 356   | 3,21               |
| Івано-Франківської | 1 420 852   | 2,95               |
| Черкаської         | 1 385 630   | 2,87               |
| Чернігівської      | 1 377 829   | 2,86               |
| Сумської           | 1 353 958   | 2,81               |
| Києва              | 1 344 417   | 2,79               |
| Закарпатської      | 1 258 617   | 2,61               |
| Рівненської        | 1 195 197   | 2,48               |
| Тернопільської     | 1 169 999   | 2,43               |
| АР Крим            | 1 167 403   | 2,42               |
| Кіровоградської    | 1 147 828   | 2,38               |
| Волинської         | 1 069 981   | 2,22               |
| Миколаївської      | 1 057 897   | 2,19               |
| Херсонської        | 960 723     | 1,99               |
| Чернівецької       | 882 111     | 1,83               |
| Севастополя        | 174 951     | 0,36               |

| уродженці                   | чисельність | % всього населення |
| --------------------------- | ----------- | ------------------ |
| Держав СНД                  | 4 837 303   | 10,03              |
| 3 613 240                   | 7,49        |                    |
| Білорусі                    | 270 751     | 0,56               |
| Казахстану                  | 245 072     | 0,51               |
| Узбекистану                 | 242 390     | 0,50               |
| Молдови                     | 165 126     | 0,34               |
| Азербайджану                | 90 753      | 0,19               |
| Грузії                      | 71 015      | 0,15               |
| Вірменії                    | 52 168      | 0,11               |
| Таджикистану                | 32 386      | 0,07               |
| Киргизстану                 | 29 476      | 0,06               |
| Туркменістану               | 24 926      | 0,05               |
| Держав Європи               | 288 489     | 0,60               |
| Польщі                      | 145 106     | 0,30               |
| Німеччини                   | 64 015      | 0,13               |
| Латвії                      | 19 095      | 0,04               |
| Литви                       | 16 012      | 0,03               |
| Угорщини                    | 11 235      | 0,02               |
| Естонії                     | 10 964      | 0,02               |
| інших держав Європи         | 22 062      | 0,05               |
| Держав Америки              | 3 135       | 0,01               |
| Держав Азії                 | 24 324      | 0,05               |
| Держав Африки               | 2 708       | 0,01               |
| Держав Австралії, Океанії   | 281         | 0,00               |
| не вказали місце народження | 175 188     | 0,36               |

|                           | 1989  | 2001  |
| ------------------------- | ----- | ----- |
| Україна                   | 86.2% | 88.9% |
| країна гній               | 10.1% | 7.5%  |
| Білорусь                  | 0.8%  | 0.6%  |
| Казахстані                | 0.7%  | 0.5%  |
| Інші країни СНД та Балтії | 1.2%  | 1.6%  |
| Решта країн               | 1.0%  | 0.9%  |

### Регіони за місцем народження
|                                            |  |                               |  |                                |  |       |  |
| питома вага уродженців регіону у населенні |  | областей лівобережного центру |  | областей правобережного центру |  | Києва |  |

|                  |  |                   |  |                 |  |                 |  |
| областей Донбасу |  | областей Галичини |  | областей Волині |  | областей півдня |  |

### Національності за місцем народження
| Національність            | Загальна кількість | Народжених на території України | Частка народжених на території України |
| ------------------------- | ------------------ | ------------------------------- | -------------------------------------- |
| українці                  | 37 541 693         | 36 517 880                      | 97,3%                                  |
| росіяни                   | 8 334 141          | 4 962 990                       | 59,6%                                  |
| білоруси                  | 275 763            | 71 056                          | 25,8%                                  |
| молдовани                 | 258 619            | 179 250                         | 69,3%                                  |
| кримські татари           | 248 193            | 76 382                          | 30,8%                                  |
| болгари                   | 204 574            | 194 276                         | 95,0%                                  |
| угорці                    | 156 566            | 154 770                         | 98,9%                                  |
| румуни                    | 150 989            | 149 448                         | 99,0%                                  |
| поляки                    | 144 130            | 129 838                         | 90,1%                                  |
| інші                      | 737 595            | 401 268                         | 54,4%                                  |
| не вказали національність | 188 639            | 72 316                          | 38,3%                                  |
| всього                    | 48 240 902         | 42 909 474                      | 88,9%                                  |